# Stéphane Bédard
Pour les articles homonymes, voir Bédard.
Stéphane Bédard, né le 11 mars 1968 à Chicoutimi, est un avocat et homme politique québécois.
Il est député péquiste de Chicoutimi à l'Assemblée nationale du Québec de 1998 à 2015. Il est chef intérimaire du Parti québécois à la suite de la démission de Pauline Marois, et chef de l'opposition, jusqu'à l'élection de Pierre Karl Péladeau.
Durant le gouvernement de Pauline Marois (2012 à 2014), il occupe les postes de président du Conseil du trésor du Québec, ministre responsable de l'Administration gouvernementale et leader parlementaire du gouvernement.

## Biographie
Deuxième d'une famille de quatre enfants, Stéphane Bédard naît le 11 mars 1968 à Chicoutimi. Il est le fils de Marc-André Bédard, ministre péquiste de 1976 à 1985. Il est marié à Janick Tremblay et il est le père de trois enfants : Sandrine, Eugénie et Marc-Antoine.
Il fait des études en administration à l'École des hautes études commerciales de Montréal en 1988. Il obtient un baccalauréat en droit (LL.B.) de l'Université de Montréal en 1991. Admis au barreau du Québec en 1992, il pratique le droit en relation de travail pendant sept ans à la société d’avocats Gauthier Bédard. Il s’est impliqué dans différentes associations et organisations de la région du Saguenay–Lac-Saint-Jean.
Il œuvre au sein du Parti québécois (PQ) à compter de 1992 en devenant président du PQ de Chicoutimi et membre de l'exécutif régional de 1994 à 1998. Il est député de la circonscription de Chicoutimi depuis les élections de 1998 sous l'étiquette du Parti québécois, étant réélu aux élections de 2003, 2007, 2008, 2012 et 2014. Il cumule différentes fonctions parlementaires et ministérielles, soit adjoint parlementaire au ministre d'État à l'Éducation et à la Jeunesse, au ministre d'État à l'Éducation et à l'Emploi, secrétaire d'État au Renouvellement de la Fonction publique et adjoint parlementaire au ministre d'État à l'Administration et à la Fonction publique.
Stéphane Bédard occupe également les fonctions de leader parlementaire adjoint de l'opposition officielle du 29 avril 2003 au 21 février 2007, whip du deuxième groupe d'opposition du 4 avril 2007 au 22 octobre 2008 et leader parlementaire du deuxième groupe d'opposition du 22 octobre au 5 novembre 2008 et leader parlementaire de l'opposition officielle du 16 décembre 2008 au 1er août 2012.
Le 19 septembre 2012, la première ministre Pauline Marois le nomme ministre responsable de l’administration gouvernementale, président du Conseil du trésor du Québec, ministre responsable de la région du Saguenay–Lac-Saint-Jean et leader parlementaire du gouvernement.
Il est président de la Commission de l'agriculture, des pêcheries, de l'énergie et des ressources naturelles du 15 septembre au 22 octobre 2015.
Il démissionne le 22 octobre 2015, exprimant le désir d'être plus présent pour sa famille.